# 중국 라오스 철도

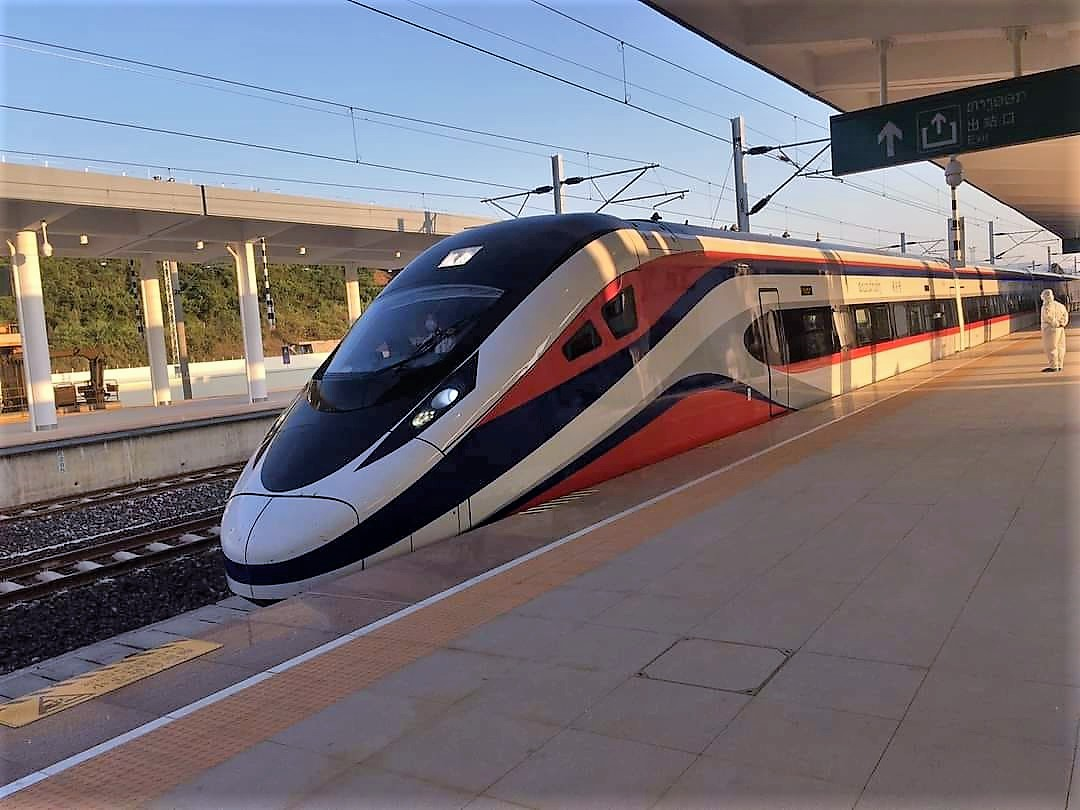
방비엥역에서의 열차

중국 라오스 철도(라오어: ທາງລົດໄຟລາວ-ຈີນ, 중국어: 中老铁路)는 라오스의 철도 기업이다. 라오스의 수도 비엔티안과 중국 윈난성 국경에 있는 라오스 북부 도시 루앙남타주 보텐을 연결한다. 이 노선은 2021년 12월 3일에 공식 개통되었다.
라오스와 중국의 협력 프로젝트인 이 노선의 북쪽 끝은 우시-모한 철도를 통해 윈난성의 모한역에서 중국 철도 시스템에 직접 연결 되고 남쪽에서는 태국의 방콕-농카이 고속철도와 연결되고 이를을 통해 싱가포르까지 갈 계획이 있다.
이 노선은 쿤밍-싱가포르 철도의 중앙 노선의 필수 구간이며 일대일로의 일부로 건설되었다.